# Straż Wybrzeża Gruzji
Straż Wybrzeża Gruzji (gruz. საქართველოს სანაპირო დაცვა, sakartvelos sanap’iro datsva) – morski oddział Policji Granicznej Gruzji, formacja porządkowa odpowiedzialna za ochronę morskich granic Gruzji i jej wód terytorialnych na Morzu Czarnym. Sformowana po powstaniu niepodległej Gruzji. Od 2009 roku zastąpiła także Siły Morskie Gruzji.

## Historia

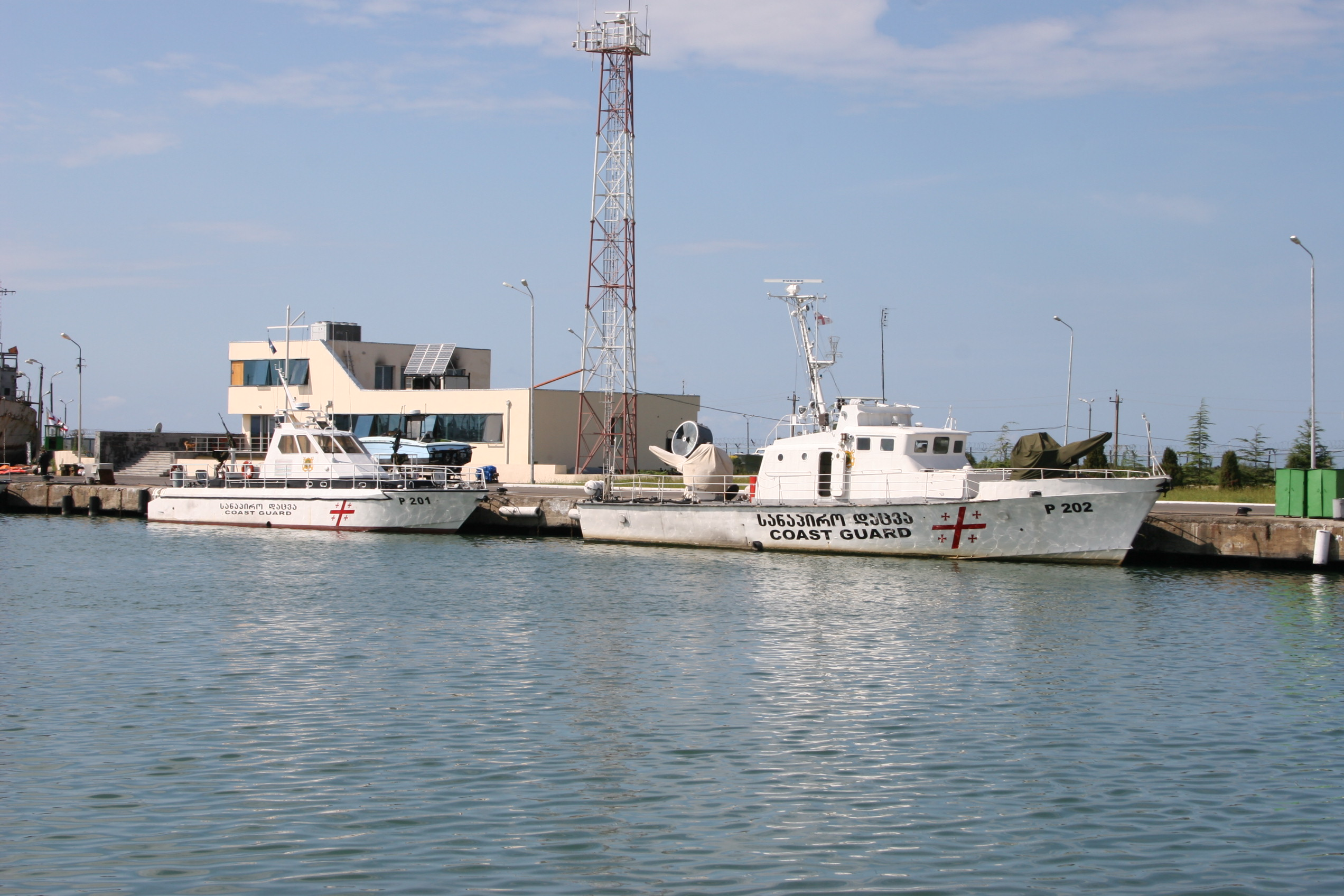
Kutry P-201 i P-202 typu Zhuk (dawna numeracja, 2008 rok)

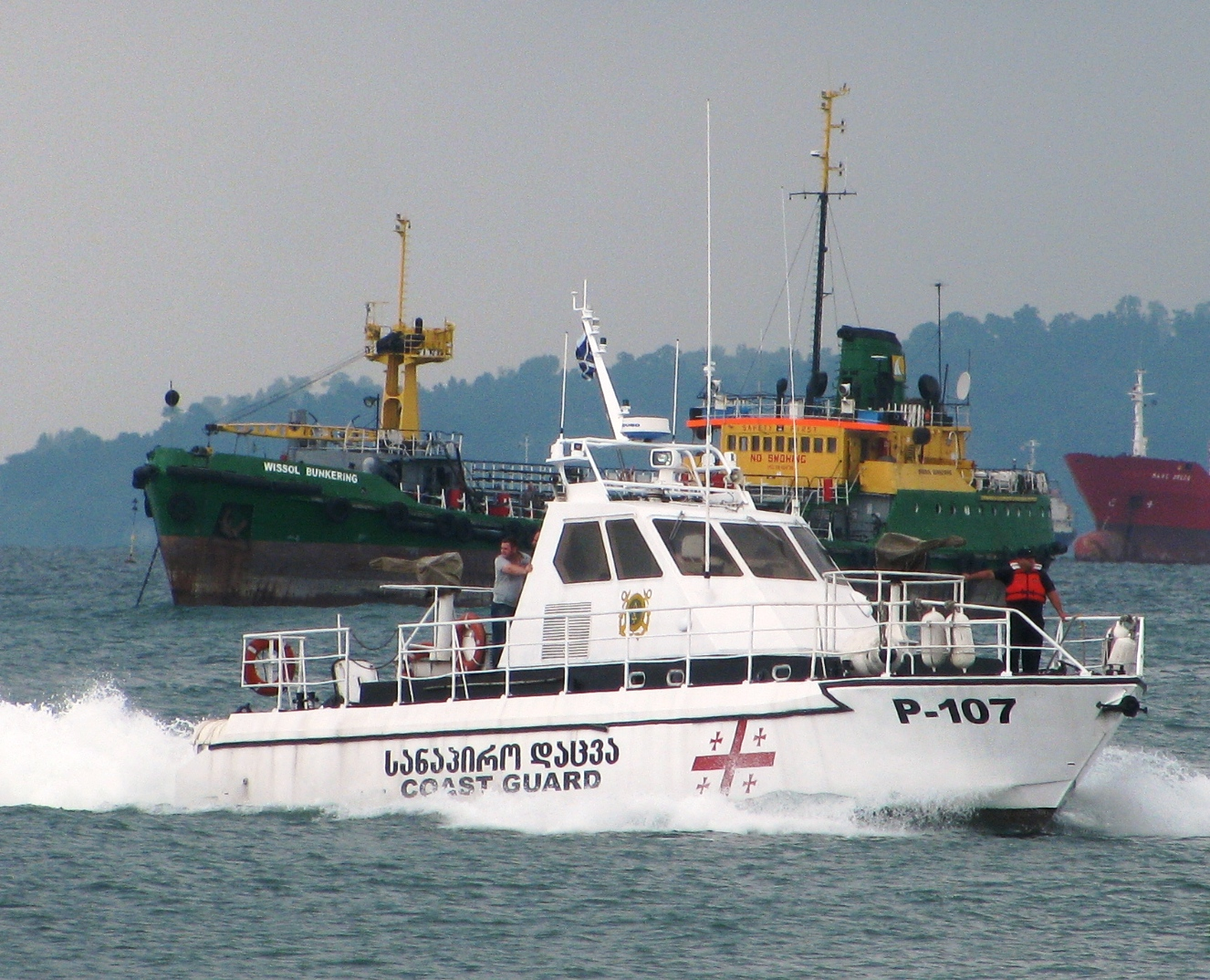
Kuter P-107 (2010 rok)

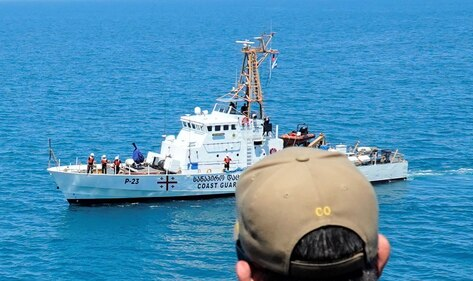
P23 „Ochamchire” podczas ćwiczeń z Marynarką USA w 2022

Decyzja o utworzeniu własnych sił do ochrony wód terytorialnych przez Gruzję została podjęta wkrótce po odzyskaniu przez nią niepodległości 9 kwietnia 1991 roku, podczas procesu rozpadu ZSRR. W 1993 roku utworzono osobno Siły Morskie Gruzji jako marynarkę wojenną, oraz cywilną formację porządkową w ramach straży granicznej – Straż Wybrzeża. Gruzja nie uczestniczyła w podziale Floty Czarnomorskiej ZSRR pomiędzy Rosję, która przejęła większość floty, a Ukrainę. Dopiero w drugiej połowie lat 90. Gruzja otrzymała lub zakupiła kilka niewielkich okrętów, zarówno dla sił morskich, jak i straży granicznej, od Ukrainy, a także innych państw regionu. Większa pomoc zagraniczna była udzielana w zakresie Straży Granicznej. Jednostki Straży Wybrzeża otrzymywały numery burtowe z prefiksem P, przy tym zasady numeracji zmieniały się.
Jednymi z jej pierwszych jednostek patrolowych o większej wartości były dwa poradzieckie patrolowce projektu 1400 (Zhuk) (P-206 i 207). W 1998 roku Straż Wybrzeża otrzymała swój największy okręt patrolowy „Aieti” (P-22) (były niemiecki trałowiec typu Lindau). Następnie doszły dwa kutry patrolowe typu Dauntless i dwa amerykańskie patrolowce Coast Guardu typu Point. Przed 2008 roku  wcielono także okręt patrolowy „Giorgi Toreli” (P-21) radzieckiego projektu 205P i kilka nowych jednostek, w tym szybki kuter „Sokhumi” (P-24). Okręty te uzbrojone były jedynie w broń maszynową, niektóre w małokalibrowe działka.
Część jednostek Straży Wybrzeża została zniszczona podczas wojny rosyjsko-gruzińskiej w sierpniu 2008 roku. 10 sierpnia 2008 roku doszło do starcia okrętów rosyjskich z pięcioma kutrami patrolowymi Straży Wybrzeża, w którym według Rosji zatopiono jeden gruziński kuter, a następnie tego dnia zatopiono jeszcze jeden projektu 1400M. Kilka okrętów sił morskich i Straży Wybrzeża, w tym patrolowiec „Aieti”, zostało następnie zniszczonych przez rosyjskie oddziały w zajętej bazie Poti 13 sierpnia. Podawana była informacja o zatopieniu na morzu patrolowca „Giorgi Toreli”, jednakże w 2014 roku znajdował się on nadal w służbie.
Po wojnie z Rosją Straż Wybrzeża wykorzystywała ocalałe lub wyremontowane okręty oraz nowo pozyskane jednostki. W 2009 roku marynarka wojenna Gruzji została zlikwidowana, a jej pozostałe okręty patrolowe włączono do Straży Wybrzeża. W 2015 roku posiadała ona trzy patrolowce o wyporności ponad 100 ton (P-21 „Giorgi Toreli”, P-22 „Kutaisi”, P-24 „Sokhumi”), 10 o wyporności kilkudziesięciu ton (o numerach P-101 do 110) i sześć kilkunastotonowych (o numerach od P-001). Jej personel liczył 685 osób, w tym 276 oficerów. Główną bazą było Poti, a drugą Batumi.
W 2018 roku USA przekazały Gruzji dwa duże patrolowce Coast Guardu typu Island, nazwane:  „Ochamchire” i „Dioskuria”.